# レーモン・ベランジェ2世 (プロヴァンス伯)
レーモン・ベランジェ2世（フランス語：Raimond Bérenger II, 1135年 - 1166年）は、プロヴァンス伯（在位：1144年 - 1166年）。バルセロナ家における序数により、カタルーニャ語でバランゲー・ラモン3世（Berenguer Ramon III）とも記される。

## 生涯
レーモン・ベランジェ2世は、プロヴァンス伯ベランジェ・レーモン1世とメルグイユ女伯ベアトリスの息子である。父方の祖父母はバルセロナ伯ラモン・バランゲー3世とプロヴァンス女伯ドゥース1世、母方の祖父母はメルグイユ伯ベルナール4世とギヨメット・ド・モンペリエである。
1144年に父ベランジェ・レーモン1世がジェノヴァとの戦いにおいて戦死し、レーモン・ベランジェ2世がプロヴァンス伯位を継承した。その治世は、プロヴァンス伯領をめぐるボー家との戦いで不安定な状態であった。しかし、伯父ラモン・バランゲー4世が1147年にレーモン・ベランジェをプロヴァンス伯に復位させた。
ボー家との争いは1162年まで続き、最終的にボー家が降伏した。
1162年8月、レーモン・ベランジェはプロヴァンス支配の承認を神聖ローマ皇帝フリードリヒ1世から得るため、伯父ラモン・バランゲー4世とともにトリノに向かった。帰路の途中で伯父ラモン・バランゲー4世は死去し、アラゴン王アルフォンソ2世にレーモン・ベランジェの後見が委ねられた。
レーモン・ベランジェはジェノヴァとの間に和平を確立させたが、1166年春にニースを獲得しようとしていた時に死去した。プロヴァンス伯領は最終的にアラゴン王アルフォンソ2世が継承した。

## 結婚と子女
1161年11月17日、ポーランド大公ヴワディスワフ2世ヴィグナニェツとアグネス・フォン・バーベンベルクの娘リクサ・シロンスカと結婚した。2人の間には1女が生まれた。
- ドゥース2世（1162/3年 - 1172年） - プロヴァンス女伯（1166年 - 1167年）